# Margaritifera margaritifera ssp. durrovensis
Margaritifera margaritifera ssp. durrovensis је подврста класе Bivalvia која припада реду Unionoida. 

## Угроженост
Ова врста је крајње угрожена и у великој опасности од изумирања.

## Распрострањење
Ирска је једино познато природно станиште врсте.

## Станиште
Станиште врсте су слатководна подручја.